# Emotivna luda
Emotivna luda (v slovenščini: čustveni norec) je osmi glasbeni album srbske pop-folk pevke Svetlane Ražnatović - Cece, ki je bil objavljen junija leta 1996 v beograjski založbeni hiši Komuna.  To je bilo prvo in tudi zadnje pevkino sodelovanje z omenjeno založbeno hišo. Emotivna luda je  prvi pevkin album, ki ni imel koncertne promocije saj je bila pevka v tem času noseča s svojim prvim otrokom. 
Album je objavljen v dveh različicah: na kaseti in na CD-ju, ki vsebuje tudi pevkin mini-poster. 

## Nastanek albuma
Ceca je v televizijski oddaji Maksovizija, ki je bila na sporedu 1. maja leta 1996, napovedala izid novega albuma. 

## Seznam skladb
| Št.             | Naslov                | Besedilo         | Glasba                | Dolžina |
| --------------- | --------------------- | ---------------- | --------------------- | ------- |
| 1.              | „Kad bi bio ranjen‟   | Marina Tucaković | Aleksandar Milić Mili | 3:45    |
| 2.              | „Rođen sa greškom‟    | M.Tucaković      | A. Milić              | 4:25    |
| 3.              | „Zabranjeno pušenje‟  | M.Tucaković      | A. Milić              | 3:33    |
| 4.              | „Mrtvo more‟          | M. Tucaković     | Knez                  | 4:11    |
| 5.              | „Neodoljiv neumoljiv‟ | M.Tucaković      | A. Milić              | 2:44    |
| 6.              | „Ličiš na moga oca‟   | M.Tucaković      | A.Milić               | 5:10    |
| 7.              | „Doktor‟              | M.Tucaković      | A.Milić               | 3:02    |
| 8.              | „Usnule lepotice‟     | Lj. Jovović      | Knez                  | 3:52    |
| 9.              | „Isuse‟               | M.Tucaković      | Oliver Mandić         | 3:20    |
| Skupna dolžina: | Skupna dolžina:       | Skupna dolžina:  | Skupna dolžina:       | 35:17   |

Opomba: Vrstni red velja za CD različico.

## Promocija albuma

### Televizijska promocija
Ceca je glasbeni album promovirala na treh televizijah - na Radio-televiziji Srbije, Pink TV in Palma Plus TV. Nastopala je v zabavno-glasbenih oddajah Muzička planeta, Uz nedeljni ručak  in Nedelja kod Minimaksa.   

### Snemanje videospotov
Ceca je zaradi svoje prve nosečnosti uspela posneti le en videospot. Z znanim srbskim režiserjem Dejanom Milićevićem sta ekranizirala pesem Neodoljiv-neumoljiv. Spot je bil v letu 2013 objavljen tudi na pevkini uradni YouTube strani. Novembra 2019 je štel 7,3 milijona ogledov. 

### Koncertna promocija
Prva koncertna promocija tega glasbenega albuma se je zgodila sedem let po njegovi objavi, in sicer na evropski turneji Decenija, leta 2002.

## Vpliv albuma
- Pesem Ličiš na moga oca je uporabljena kot glasbena podlaga v srbskem filmu Teret, iz leta 2018. [7]

## Zgodovina objave albuma
| Država      | Datum       | Založba | Oblika |
| ----------- | ----------- | ------- | ------ |
| Jugoslavija | junij, 1996 | Komuna  | CD, MC |